# Hyalyris lurida
Hyalyris lurida är en fjärilsart som beskrevs av Butler 1873. Hyalyris lurida ingår i släktet Hyalyris och familjen praktfjärilar. Inga underarter finns listade i Catalogue of Life.